# Бобырь, Андрей Григорьевич
Андре́й Григо́рьевич Бо́бырь (укр. Андрій Григорович Бобир) (1806 — 1895) — матрос-бомбардир Черноморского флота, участник Синопского сражения (1853 г.) и обороны Севастополя в 1854–1855 годах. Первопоселенец и основатель крымского посёлка Николаевка.

## Биография
Андрей Бобырь родился в украинской крепостной крестьянской семье в 1806 году (предположительно в Черниговской губернии).
В молодом возрасте попал под рекрутскую повинность, служил матросом-бомбардиром в Российском императорском флоте.
В 1853 году, на флагмане Нахимовской эскадры — линкоре «Императрица Мария», участвовал в Синопском сражении, проявив храбрость и героизм, за что был награждён Знаком отличия Военного ордена (Георгиевским крестом). 
В 1854—1855 годах, участвовал в героической обороне Севастополя. В трудные дни обороны, он и его 14-летний сын Дмитрий — юнга флотского экипажа, несли службу на бастионах Малахова кургана, неоднократно участвовали в вылазках в стан врага. За оборону Севастополя Бобырь во второй раз был награждён Георгиевским крестом, а также медалями и царской благодарственной грамотой.
Получив в боях ранения Андрей Григорьевич был направлен в Москву для излечения в госпитале и получения от Императора благодарственной грамоты. Вместе с грамотой Император Александр II пожаловал герою войны вольную от крепостничества и 8 десятин земли в любом уголке России, где бы тот захотел поселиться.
Бобырь принял решение вернуться на службу и поселиться в полюбившемся ему Севастополе.
Когда Бобырь с сыном прибыли в Севастополь, жить им разрешили только на Северной или Корабельной стороне города, как людям низшего сословия, а земли не дали.
В 1857 году Андрей Григорьевич узнал, что неподалеку от Сак, на берегу Каламитского залива Черного моря, есть свободные земли. Оставив флотскую службу, Андрей Бобырь, вместе с сыном и несколькими отставными матросами подали прошение царю, с просьбой разрешить им поселиться на целинных землях в районе Николова ключа. Когда их прошение дошло до Императора, тот счёл возможным своим Указом разрешить матросам основать поселение.
Осенью 1858 года А. Г. Бобырь с товарищами разбили у Николова ключа первые шалаши, вырыли землянки. Так была основана деревня Николаевка. Ныне в Николаевке проживают до ста внуков и правнуков Бобыря, а всего в Крыму его потомков насчитывается 264 человека (по данным на 2015 год).
Умер Андрей Григорьевич в 1895 году. Похоронен на Николаевском сельском кладбище.

## Память

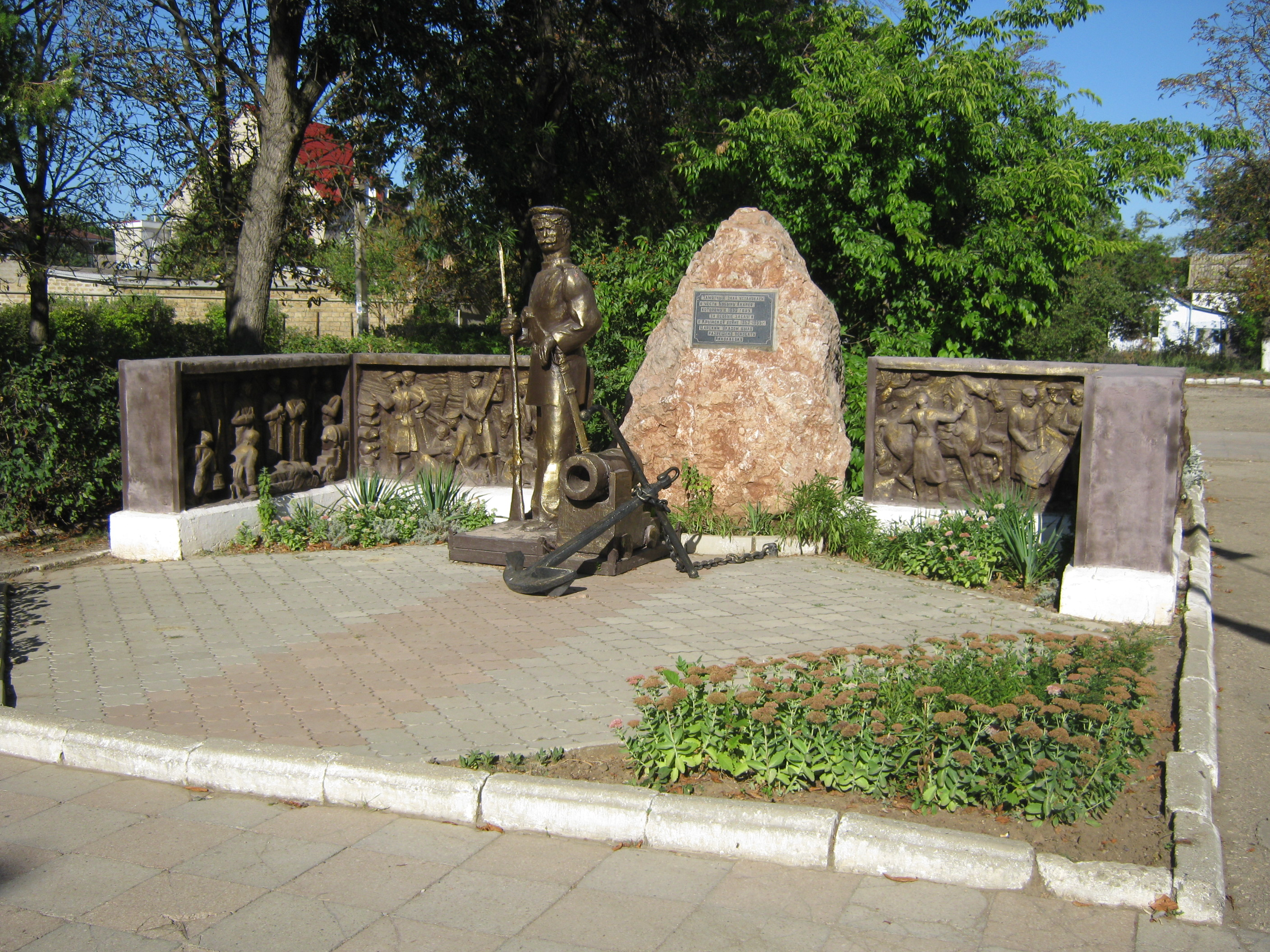
Памятник матросу А. Г. Бобырю
перед Домом культуры в Николаевке

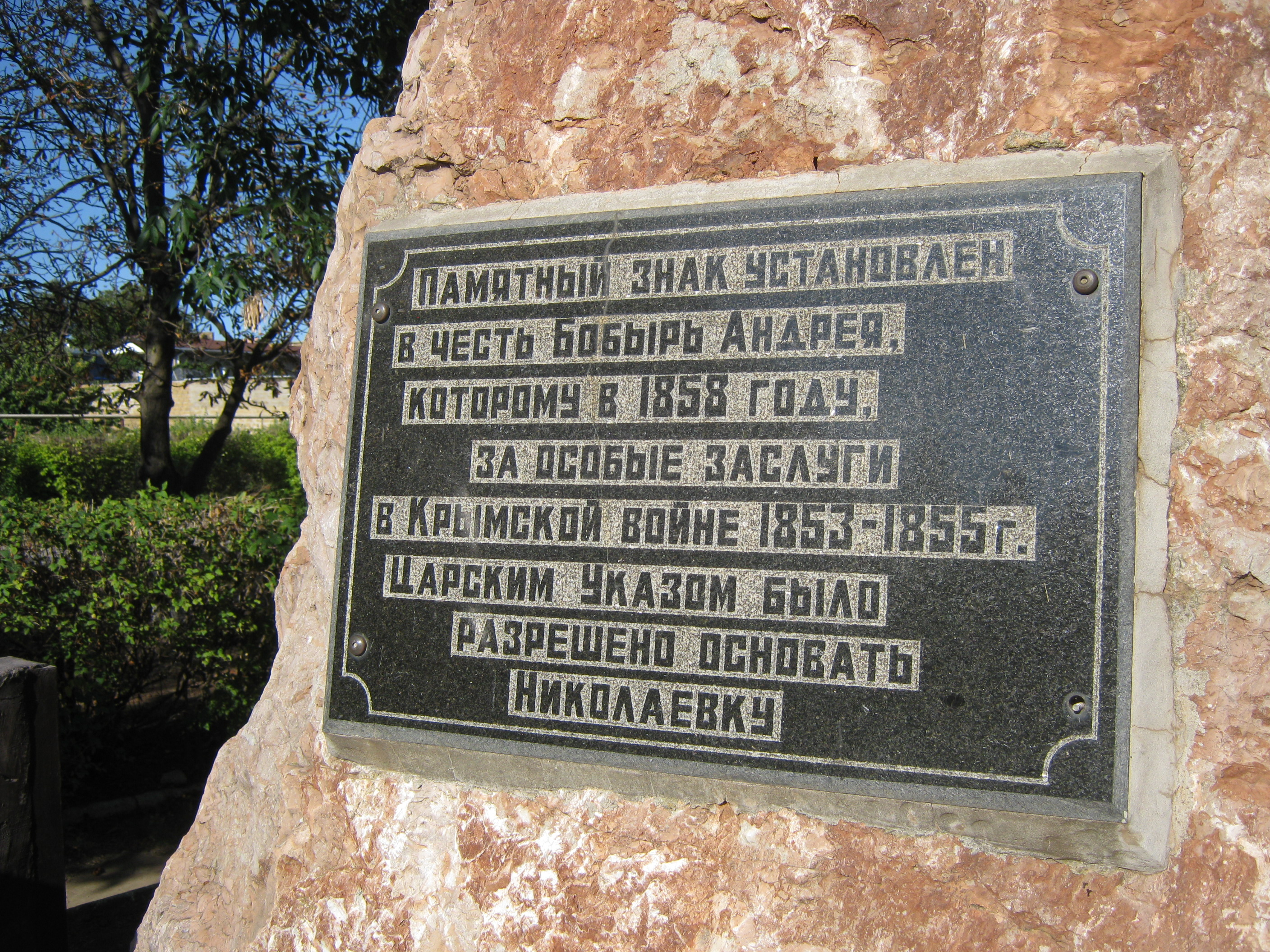
Аннотационная доска на
памятнике А. Г. Бобырю

- В 1983 году, на Николаевском сельском кладбище, перед могилами первопоселенцев: А. Г. Бобыря и его сына Д. А. Бобыря, был установлен монумент с мемориальной доской[3]. Текст доски гласит:

Здесь похоронены: основатель села Николаевка, Бобырь Андрей Григорьевич 1806-1895 гг. Матрос Черноморского флота, участник Синопского боя. Его сын - Бобырь Дмитрий Андреевич, юнга Черноморского флота. 1841-1932 гг. Участники обороны Севастополя 1853-1855 гг. Георгиевские кавалеры. Предкам от потомков. 1983 г.
- Именем Андрея Григорьевича Бобыря в Николаевке названы улица[4] и сквер у поселкового Дома культуры, в котором 25 октября 2015 года, в день празднования 157-летия основания посёлка, А. Г. Бобырю был установлен памятник[5]. На памятнике выгравирован текст:

Памятный знак установлен в честь Бобырь Андрея, которому в 1858 году, за особые заслуги в Крымской войне 1853-1855 г. Царским Указом было разрешено основать Николаевку.
- Подлинные вещи А. Г. Бобыря хранятся в экспозиции Николаевского музея боевой славы.